# Len Barrie
Leonard Greig „Len“ Barrie (* 6. Juni 1969 in Kimberley, British Columbia) ist ein ehemaliger kanadischer Eishockeyspieler (Center), der von 1990 bis 2001 für die Philadelphia Flyers, Florida Panthers, Pittsburgh Penguins und Los Angeles Kings in der National Hockey League sowie für die Frankfurt Lions in der DEL spielte. Seit Sommer 2008 ist er Mitbesitzer der Tampa Bay Lightning. Sein Sohn Tyson ist ebenfalls ein professioneller Eishockeyspieler.

## Karriere
Leonard „Len“ Barrie spielte während seiner Juniorenzeit ab 1985 in der Western Hockey League. Hier begann er bei den Calgary Wranglers, bevor er nach zwei Spielzeiten zu den Victoria Cougars wechselte. Beim NHL Entry Draft 1988 wurde er von den Edmonton Oilers in der sechsten Runde an 124. Stelle ausgewählt. 1989 wechselte er in der WHL zu den Kamloops Blazers und wurde mit 185 Punkten Topscorer der Liga.
Nachdem er bei den Oilers keinen Vertrag erhalten hatte, verpflichteten ihn Ende Februar 1990 die Philadelphia Flyers als Free Agent. Kurz darauf feierte er auch mit seinem einzigen Spiel für die Flyers in der Saison 1989/90 sein Debüt in der NHL. Zwei Jahre lang spielte er nur im Farmteam bei den Hershey Bears in der American Hockey League. In der Saison 1992/93 kam er zu weiteren acht Einsätzen in der NHL und konnte hierbei auch seine ersten NHL-Tore erzielen.
Es folgte ein Wechsel zu den Florida Panthers, doch auch hier wurde er nur zweimal eingesetzt und spielte meist bei den Cincinnati Cyclones in der International Hockey League. Die Playoffs bestritt er für die Rochester Americans in der AHL. Die nächste Station waren die Pittsburgh Penguins. Durch einen Streik begann die Saison verspätet und er spielte bis dahin für die Cleveland Lumberjacks in der IHL. Mit den Pens bestritt er dann als einer von nur drei Spielern alle 48 Spiele und kam danach auch zu seinen ersten Playoff-Einsätzen in der NHL. Im folgenden Jahr waren es dann jedoch wieder nur fünf Einsätze, und er spielte meist in Cleveland.
Auf eineinhalb Jahre bei den San Antonio Dragons in der IHL folgte sein Wechsel nach Deutschland. Vor der Saison 1997/98 kam er zu den Frankfurt Lions. Nach seiner zweiten Saison in Frankfurt, in der er bester Scorer des Teams war, wechselte er zur Saison 1999/2000 zurück nach Nordamerika. Sein neues Team waren die Los Angeles Kings. Hier spielte er auch überwiegend und wurde nur gelegentlich in der IHL bei den Long Beach Ice Dogs eingesetzt. Kurz vor Saisonende kehrte er zu den Florida Panthers zurück, wo er nach der Saison 2000/01 seine Karriere beendete.
Seitdem betreibt er ein Hotel (Bear Mountain) mit Golfanlage in British Columbia. Im Sommer 2008 kaufte er gemeinsam mit Oren Koules die Rechte am Franchise der Tampa Bay Lightning.

## Erfolge und Auszeichnungen
- 1990 Bob Clarke Trophy
- 1990 WHL Plus-Minus Award
- 1990 WHL West First All-Star Team
- 1994 IHL Second All-Star Team